# Roeien op de Olympische Zomerspelen 1980

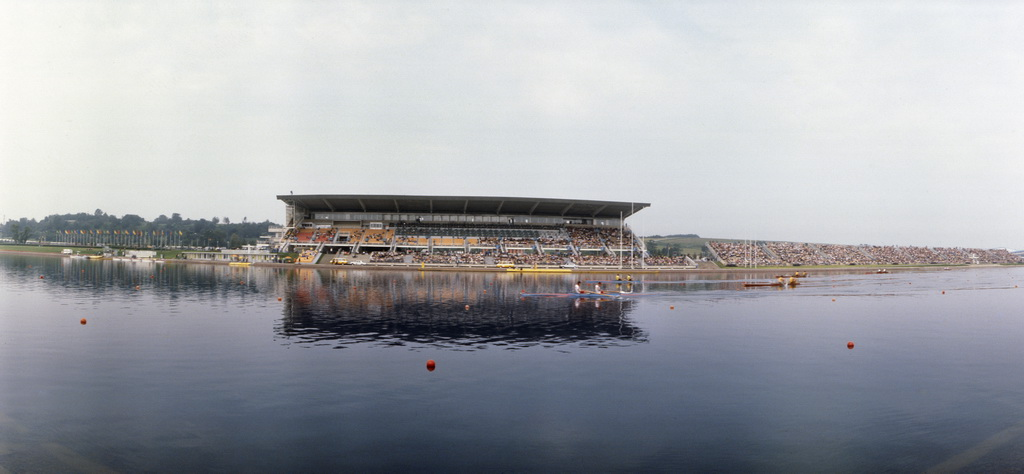
Locatie van het roeitoernooi tijdens de Olympische Zomerspelen 1980

Roeien is een van de sporten die beoefend werden tijdens de Olympische Zomerspelen 1980 in Moskou.
Het olympisch toernooi omvatte 14 onderdelen, 8 voor de heren over 2000 m en 6 onderdelen voor de dames over 1000 m. De tijden van de nummers 1 t/m 6 zijn van de A-finale, de tijden van de nummers 7 en 8 zijn van de B-finale.

## Heren

### skiff
| rang   | sporter                   | land | tijd    |
| ------ | ------------------------- | ---- | ------- |
| Goud   | Pertti Karppinen          | FIN  | 7:09.61 |
| Zilver | Vassily Jakoesja          | URS  | 7:11.66 |
| Brons  | Peter Kersten             | GDR  | 7:14.88 |
| 4      | Vladek Lacina             | TCH  | 7:17.57 |
| 5      | Hans Svensson             | SWE  | 7:19.38 |
| 6      | Hugh Matheson             | GBR  | 7:20.28 |
| 7      | Bernard Destraz           | SUI  | 7:19.90 |
| 8      | Konstantinos Kontomanolis | GRE  | 7:20.29 |

### dubbel-twee
| rang   | sporters                              | land | tijd    |
| ------ | ------------------------------------- | ---- | ------- |
| Goud   | Joachim Dreifke Klaus Kröppelien      | GDR  | 6:24.33 |
| Zilver | Zoran Pančić Milorad Stanulov         | YUG  | 6:26.34 |
| Brons  | Zdeněk Pecka Václav Vochoska          | TCH  | 6:29.07 |
| 4      | James Clark Chris Baillieu            | GBR  | 6:31.13 |
| 5      | Aleksandr Fomtsjenko Jevgeni Doelejev | URS  | 6:35.34 |
| 6      | Wiesław Kujda Piotr Tobolski          | POL  | 6:39.66 |
| 7      | José Ramón Oyarzábal José Luis Corta  | ESP  | 6:38.38 |
| 8      | Mart Boudoux Didier Gallet            | FRA  | 6:40.60 |

### twee-zonder-stuurman
| rang   | sporters                               | land | tijd    |
| ------ | -------------------------------------- | ---- | ------- |
| Goud   | Bernd Landvoigt Jörg Landvoigt         | GDR  | 6:48.01 |
| Zilver | Joeri Pimenov Nikolai Pimenov          | URS  | 6:50.50 |
| Brons  | Charles Wiggin Malcolm Carmichael      | GBR  | 6:51.47 |
| 4      | Constantin Postoiu Valer Toma          | ROU  | 6:53.49 |
| 5      | Miroslav Vraštil Miroslav Knapek       | TCH  | 7:01.54 |
| 6      | Anders Larson Anders Wilgotson         | SWE  | 7:02.52 |
| 7      | Pat Gannon William Ryan                | IRL  | 6:54.60 |
| 8      | Jean-Claude Roussel Dominique Lecointe | FRA  | 6:55.22 |

### twee-met-stuurman
| rang   | sporters                                                             | land | tijd    |
| ------ | -------------------------------------------------------------------- | ---- | ------- |
| Goud   | Harald Jährling Friedrich-Wilhelm Ulrich Georg Spohr (stuurman)      | GDR  | 7:02.54 |
| Zilver | Viktor Pereverzev Gennadi Krjoetsjkin Aleksandr Loekjanov (stuurman) | URS  | 7:03.35 |
| Brons  | Duško Mrduljaš Zlatko Celent Josip Reić (stuurman)                   | YUG  | 7:04.92 |
| 4      | Petre Ceapura Gabriel Bularda Ladislau Lovrenschi (stuurman)         | ROU  | 7:07.17 |
| 5      | Tsvetan Petkov Roemen Christov Totsjo Kitsjev (stuurman)             | BUL  | 7:09.21 |
| 6      | Josef Plamínek Milan Škopek Oldřich Hejdušek (stuurman)              | TCH  | 7:09.41 |
| 7      | Antonio Dell'Aquila Giuseppe Abbagnale Giuseppe Di Capua (stuurman)  | ITA  | 7:18.87 |
| 8      | Serge Fornara Hervé Bourquel Jean-Pierre Huguet Balent (stuurman)    | FRA  | 7:21.27 |

### dubbel-vier
| rang   | sporters                                                                      | land | tijd    |
| ------ | ----------------------------------------------------------------------------- | ---- | ------- |
| Goud   | Frank Dundr Carsten Bunk Uwe Heppner Martin Winter                            | GDR  | 5:49.81 |
| Zilver | Joeri Sjapotsjka Jevgeni Barbakov Valeri Klesjnev Nikolai Dovgan              | URS  | 5:51.47 |
| Brons  | Mintsjo Nikolov Ljoebomir Petrov Ivo Roussev Bogdan Dobrev                    | BUL  | 5:52.38 |
| 4      | Christian Marquis Jean-Raymond Peltier Charles Imbert Roland Weill            | FRA  | 5:53.45 |
| 5      | Juan Solano Jésus Gonzalez Manuel Vera Julio Oliver                           | ESP  | 6:01.19 |
| 6      | Milan Arežina Darko Zibar Dragan Obradović Nikola Stefanović                  | YUG  | 6:10.19 |
| 7      | Andrzej Skowroński Zbigniew Andruszkiewicz Ryszard Burak Stanisław Wierzbicki | POL  | 5:58.63 |
| 8      | Victor Scheffers Jeroen Vervoort Rob Robbers Ronald Vervoort                  | NED  | 6:02.58 |

### vier-zonder-stuurman
| rang   | sporters                                                                      | land | tijd    |
| ------ | ----------------------------------------------------------------------------- | ---- | ------- |
| Goud   | Jürgen Thiele Andreas Decker Stefan Semmler Siegfried Brietzke                | GDR  | 6:08.17 |
| Zilver | Aleksej Kamkin Valeri Dolinin Aleksandr Koelagin Vitali Jelissejev            | URS  | 6:11.81 |
| Brons  | John Beattie Ian McNuff David Townsend Martin Cross                           | GBR  | 6:16.58 |
| 4      | Vojtěch Caska Jiří Prudil Josef Neštický Luboš Zapletal                       | TCH  | 6:18.63 |
| 5      | Daniel Voiculescu Carolica Ilies Petru Iosub Nicolae Simion                   | ROU  | 6:19.45 |
| 6      | Jürg Weitnauer Bruno Saile Hans-Konrad Trümpler Stefan Netzle                 | SUI  | 6:26.46 |
| 7      | Jean-Pierre Bremer Nicolas Lourdaux Bernard Bruand Dominique Basset           | FRA  | 6:19.06 |
| 8      | Mirosław Jarzembowski Mariusz Trzciński Henryk Trzciński Marek Niedziałkowski | POL  | 6:22.31 |

### vier-met-stuurman
| rang   | sporters                                                                                     | land | tijd    |
| ------ | -------------------------------------------------------------------------------------------- | ---- | ------- |
| Goud   | Dieter Wendisch Ullrich Dießner Walter Dießner Gottfried Döhn Andreas Gregor (stuurman)      | GDR  | 6:14.51 |
| Zilver | Artūrs Garonskis Dimants Krišjānis Dzintars Krišjānis Žoržs Tikmers Juris Bērziņš (stuurman) | URS  | 6:19.05 |
| Brons  | Grzegorz Stellak Adam Tomasiak Grzegorz Nowak Ryszard Stadniuk Ryszard Kubiak (stuurman)     | POL  | 6:22.52 |
| 4      | Manuel Bermudez Isidro Martin Salvador Verges Luis Maria Lasurtegui Javier Sabria (stuurman) | ESP  | 6:26.23 |
| 5      | Christo Aleksandrov Vilhem Germanov Georgi Petkov Stojan Stojanov Nenko Dobrev (stuurman)    | BUL  | 6:28.13 |
| 6      | Daniel Homberger Peter Rahn Roland Stocker Peter Stocker Karl Graf (stuurman)                | SUI  | 6:30.26 |
| 7      | Leonard Robertson Gordon Rankine Colin Seymour John Roberts Alan Inns (stuurman)             | GBR  | 6:27.11 |
| 8      | Laildo Machado Wandir Kuntze Walter Soares Henrique Johann Manoel Novo (stuurman)            | BRA  | 6:33.29 |

### acht
| rang   | sporters | land | tijd    |
| ------ | --- | ---- | ------- |
| Goud   | Bernd Krauß Hans-Peter Koppe Ulrich Kons Jörg Friedrich Jens Doberschütz Ulrich Karnatz Uwe Dühring Bernd Höing Klaus-Dieter Ludwig (stuurman)                           | GDR  | 5:49.05 |
| Zilver | Duncan McDougall Allan Whitwell Henry Clay Chris Mahoney Andrew Justice John Pritchard Malcom McGowan Richard Stanhope Colin Moynihan (stuurman)                         | GBR  | 5:51.92 |
| Brons  | Viktor Kokosjkin Andrej Loegin Igor Maistrenko Aleksandr Mantsevitsj Jonas Normantas Jonas Pintskus Andrej Tisjtsjenko Aleksandr Tkatsjenko Grigori Dmitrenko (stuurman) | URS  | 5:52.66 |
| 4      | Pavel Pevný Luboš Janko Ctirad Jungmann Karel Neffe Karel Mejta Dušan Vičík Milan Doleček Milan Kyselý Jiří Pták (stuurman)                                              | TCH  | 5:53.73 |
| 5      | Islay Lee Stephen Handley William Dankbaar Andrew Withers Timothy Willoughby James Lowe Timothy Young Brian Richardson David England (stuurman)                          | AUS  | 5:56.74 |
| 6      | Dimitar Janakiev Todor Mrankov Bozjidar Rogelov Ivan Botev Jani Ignatov Michail Petrov Petar Patzev Vesselin Sjterev Ventzislav Koentsjev (stuurman)                     | BUL  | 6:04.05 |
| 7      | Ferenc Kiss Péter Tóvári Róbert Sass Attila Strochmayer András Kormos Zoltán Sztárcsevics Kálmán Toronyi László Kiss Miklós Bálint (stuurman)                            | HUN  | 5:57.61 |
| 8      | Wenceslao Borroto Ismael Same Juan Alfonso Juan Bueno Francisco Mora Hermenegildo Pálacio Jorge Alvarez Antonio Riaño Enrique Carrillo (stuurman)                        | CUB  | 6:14.98 |

## Dames

### skiff
| rang   | sporter          | land | tijd    |
| ------ | ---------------- | ---- | ------- |
| Goud   | Sanda Toma       | ROU  | 3:40.69 |
| Zilver | Antonina Machina | URS  | 3:41.65 |
| Brons  | Martina Schröter | GDR  | 3:43.54 |
| 4      | Rositsa Spasova  | BUL  | 3:47.22 |
| 5      | Beryl Mitchell   | GBR  | 3:49.71 |
| 6      | Beata Dziadura   | POL  | 3:51.45 |
| 7      | Frances Cryan    | IRL  |         |
| —      | Mariann Ambrus   | HUN  | DNS     |

### dubbel-twee
| rang   | sporters                              | land | tijd    |
| ------ | ------------------------------------- | ---- | ------- |
| Goud   | Jelena Chloptseva Larissa Popova      | URS  | 3:16.27 |
| Zilver | Cornelia Linse Heidi Westphal         | GDR  | 3:17.63 |
| Brons  | Olga Homeghi Valeria Roşca            | ROU  | 3:18.91 |
| 4      | Svetla Otsetova Zdravka Jordanova     | BUL  | 3:23.14 |
| 5      | Hanna Jarkiewicz Janina Klucznik      | POL  | 3:27.25 |
| 6      | Ilona Bata Klára Pétervári-Langhoffer | HUN  | 3:35.70 |
| 7      | Sue Handscomb Astrid Ayling           | GBR  |         |

### twee-zonder-stuurvrouw
| rang   | sporters                                | land | tijd    |
| ------ | --------------------------------------- | ---- | ------- |
| Goud   | Ute Steindorf Cornelia Klier            | GDR  | 3:30.49 |
| Zilver | Małgorzata Dlużewska Czesława Kociańska | POL  | 3:30.95 |
| Brons  | Sijka Barboelova Stojanka Koerbatova    | BUL  | 3:32.39 |
| 4      | Florica Dospinescu Elena Oprea          | ROU  | 3:35.14 |
| 5      | Larissa Zavarzina Galina Stepanova      | URS  | 4:12.53 |
| 6      | Teréz Bednarik Éva Molnár               | HUN  |         |

### dubbel-vier-met-stuurvrouw
| rang   | sporters                                                                                                   | land | tijd    |
| ------ | --- | ---- | ------- |
| Goud   | Sybille Reinhardt Jutta Ploch Jutta Lau Roswietha Zobelt Liane Buhr (stuurvrouw)                           | GDR  | 3:15.32 |
| Zilver | Antonina Poestovit Jelena Matievskaja Olga Vasiltsjenko Nadezjda Ljoebimova Nina Tsjeremisina (stuurvrouw) | URS  | 3:15.73 |
| Brons  | Mariana Serbezova Roumeliana Boneva Dolores Nakova Ani Bakova Stanka Georgijeva (stuurvrouw)               | BUL  | 3:16.10 |
| 4      | Maria Macoviciuc Aneta Mihaly Sofia Banovici Mariana Zaharia Elena Giurcă (stuurvrouw)                     | ROU  | 3:16.82 |
| 5      | Bogusława Tomasiak Mariola Abrahamczyk Maria Kobylińska Aleksandra Kaczyńska Maria Dzieża (stuurvrouw)     | POL  | 3:20.95 |
| 6      | Ineke Donkervoort Lily Meeuwisse Greet Hellemans Jos Compaan Monique Pronk (stuurvrouw)                    | NED  | 3:22.64 |
| 7      | Judit Kéri Valéria Gyimesi Zoltanne Ribáry Kamilla Kosztolányi Erzsébet Nagy (stuurvrouw)                  | HUN  |         |

### vier-met-stuurvrouw
| rang   | sporters                                                                                              | land | tijd    |
| ------ | --- | ---- | ------- |
| Goud   | Ramona Kapheim Silvia Fröhlich Angelika Noack Romy Saalfeld Kirsten Wenzel (stuurvrouw)               | GDR  | 3:19.27 |
| Zilver | Ginka Gjoerova Mariika Modeva Rita Todorova Iskra Velinova Nadezjda Filipova (stuurvrouw)             | BUL  | 3:20.75 |
| Brons  | Marija Fadejeva Galina Sovetnikova Marina Stoedneva Svetlana Semjonova Nina Tsjeremisina (stuurvrouw) | URS  | 3:20.92 |
| 4      | Georgeta Masca Florica Szilaghy Maria Tanasa Valeria Catescu Aneta Matei (stuurvrouw)                 | ROU  | 3:22.08 |
| 5      | Anne Chirnside Verna Westwood Pamela Westendorf Sally Harding Susanne Palfreyman (stuurvrouw)         | AUS  | 3:26.37 |
| 6      | Pauline Janson Bridget Buckley Pauline Hart Jane Cross Sue Brown (stuurvrouw)                         | GBR  |         |

### acht
| rang   | sporters | land | tijd    |
| ------ | --- | ---- | ------- |
| Goud   | Martina Boesler Kersten Neisser Christiane Köpke Birgit Schütz Gabriele Kühn Ilona Richter Marita Sandig Karin Metze Marina Wilke (stuurvrouw)                                      | GDR  | 3:03.32 |
| Zilver | Olga Pivovarova Nina Umanets Nadezjda Prisjtsjepa Valentina Zjoelina Tatjana Stetsenko Jelena Teresjina Nina Preobrazjenskaja Marija Pazjoen Nina Frolova (stuurvrouw)              | URS  | 3:04.29 |
| Brons  | Angelica Aposteanu Marlena Zagoni Rodica Frîntu Florica Bucur Rodica Puscatu Ana Iliuţă Mariana Constantinescu Elena Bondar Elena Dobriţoiu (stuurvrouw)                            | ROU  | 3:05.63 |
| 4      | Daniela Stavreva Stefka Koleva Todorka Vassileva Snezjka Christeva Roumiana Kostova Veneta Karamandzjoekova Mariana Mintsjeva Valentina Aleksandrova Stanka Georgijeva (stuurvrouw) | BUL  | 3:10.03 |
| 5      | Gillian Hodges Joanna Toch Penelope Sweet Linda Clark Elizabeth Paton Rosemary Clugston Nicola Boyes Beverly Jones Pauline Wright (stuurvrouw)                                      | GBR  | 3:13.85 |
| 6      | Urszula Niebrzydowska Ewa Lewandowska Wanda Piątkowska Beata Kamuda Jolanta Modlińska Teresa Soroka Krystyna Ambros Wiesława Kiełsznia Grazyna Różańska (stuurvrouw)                | POL  |         |

## Medaillespiegel
| rang   | land              | goud | zilver | brons | totaal |
| ------ | ----------------- | ---- | ------ | ----- | ------ |
| 1      | DDR               | 11   | 1      | 2     | 14     |
| 2      | Sovjet-Unie       | 1    | 9      | 2     | 12     |
| 3      | Roemenië          | 1    | 0      | 2     | 3      |
| 4      | Finland           | 1    | 0      | 0     | 1      |
| 5      | Bulgarije         | 0    | 1      | 3     | 4      |
| 6      | Groot-Brittannië  | 0    | 1      | 2     | 3      |
| 7      | Joegoslavië       | 0    | 1      | 1     | 2      |
| 7      | Polen             | 0    | 1      | 1     | 2      |
| 9      | Tsjecho-Slowakije | 0    | 0      | 1     | 1      |
| totaal | totaal            | 14   | 14     | 14    | 42     |